# Arjuzanx
Arjuzanx (gaskognisch Arjusan) ist eine Ortschaft und eine ehemalige französische Gemeinde mit 182 Einwohnern (Stand 1. Januar 2022) im Département Landes in der Region Nouvelle-Aquitaine. Arjuzanx gehörte zum Arrondissement Mont-de-Marsan und zum Kanton Pays Morcenais Tarusate. Die Einwohner werden Arjuzannais(es) genannt.
Der Erlass vom 16. November 2018 legte mit Wirkung zum 1. Januar 2019 die Eingliederung von Arjuzanx als Commune déléguée zusammen mit den früheren Gemeinden Morcenx, Garrosse und Sindères zur Commune nouvelle Morcenx-la-Nouvelle fest. Der Verwaltungssitz befindet sich in Morcenx.

## Geographie
Arjuzanx liegt ca. 32 km nordwestlich von Mont-de-Marsan in der historischen Provinz Gascogne. Der Ort liegt im zentralen Gebiet Grande- oder Haute-Landes im Forêt des Landes am Fluss Bès, einem rechten Zufluss der Midouze.
Umgeben wird Arjuzanx von den Gemeinden und Orten:
|                               |                                             |           |
| Morcenx (Morcenx-la-Nouvelle) | Kompassrose, die auf Nachbargemeinden zeigt | Arengosse |
| Rion-des-Landes               | Villenave                                   |           |

## Bevölkerungsentwicklung

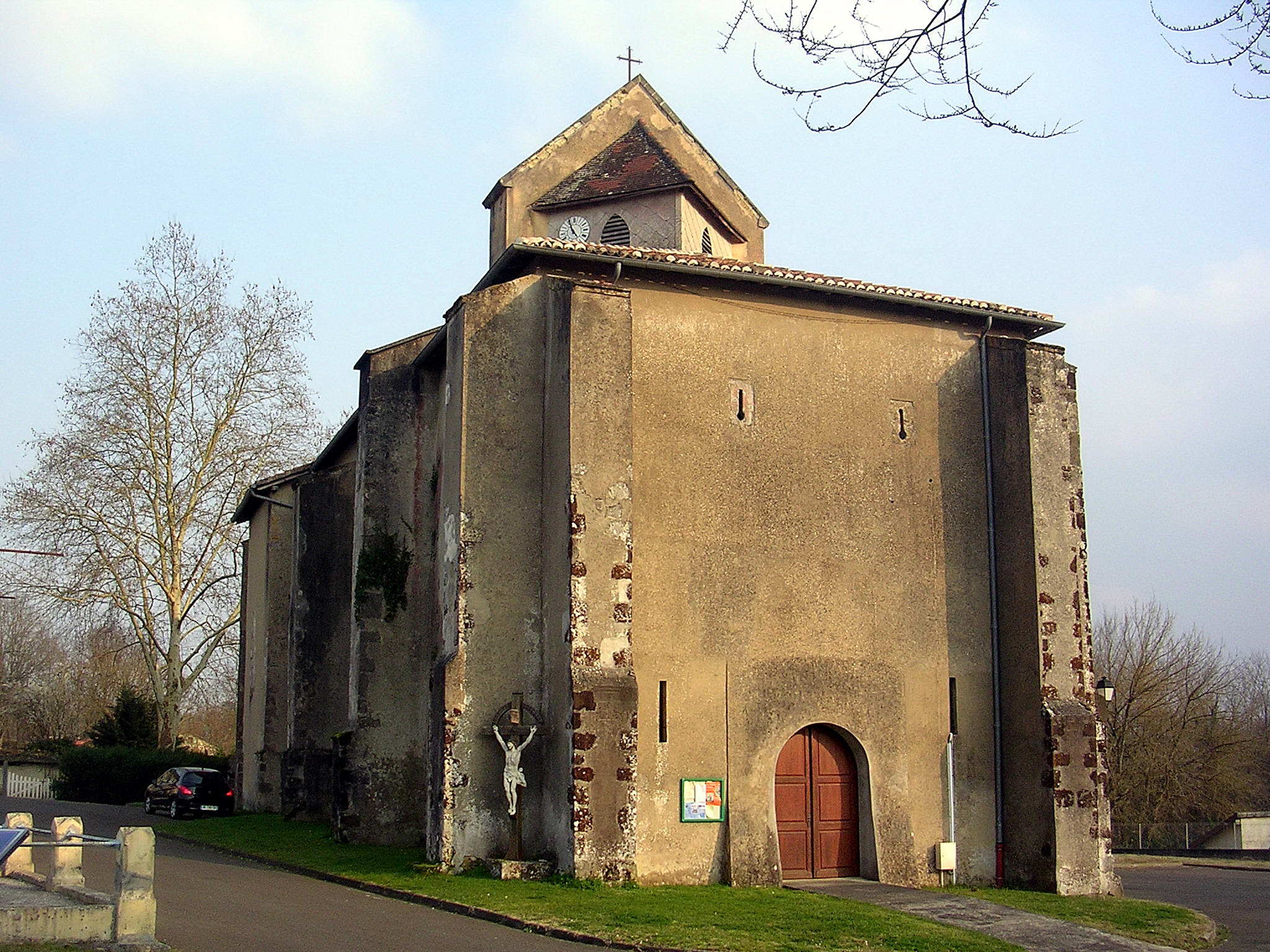
Kirche Johannes der Täufer

Nach Beginn der Aufzeichnungen stieg die Einwohnerzahl in der ersten Hälfte des 19. Jahrhunderts auf einen kurzzeitigen Höchststand von rund 810. Nach einem weiteren relativen Höchststand von 795 Einwohnern in der Mitte des 19. Jahrhunderts erfolgte ein kontinuierlicher Bevölkerungsrückgang, der die Größe des Orts bei kurzen Erholungsphasen bis zu Beginn des 21. Jahrhunderts auf rund 205 Einwohner sinken ließ, bevor sie sich auf rund 215 Einwohner stabilisierte.
| Jahr      | 1962 | 1968 | 1975 | 1982 | 1990 | 1999 | 2006 | 2011 | 2022 |
| --------- | ---- | ---- | ---- | ---- | ---- | ---- | ---- | ---- | ---- |
| Einwohner | 364  | 294  | 238  | 228  | 229  | 214  | 206  | 213  | 182  |

## Sehenswürdigkeiten
- Pfarrkirche Saint-Jean-Baptiste aus dem 12. Jahrhundert, als Monument historique eingeschrieben

- Am östlichen Ortsrand liegt der Lac d’Arjuzanx, ein insgesamt 2500 ha großes umzäuntes Naturschutzgebiet mit Wiesen, Äckern und mehreren Seen. Das Gelände ist 1980 durch Renaturierung eines ehemaligen Braunkohlenreviers entstanden. Die Seen wurden durch Flutung von Restlöchern geschaffen. An einem der Seen in der Nähe der D38 (Mimizan – Mont-de-Marsan) ist ein bewachter Badestrand. Das Gebiet ist ein wichtiges Überwinterungs- und Rastgebiet für mehrere tausend Kraniche.[4]